# Emanuelskyrkan, Karlskrona
Emanuelskyrkan, även kallad Metodistkyrkan, är en kyrka i Karlskrona, som ligger på hörnet av Skomakaregatan och Styrmansgatan.

## Historia
Kyrkan uppfördes 1869-70 av en liten metodistförsamling som grundats några år tidigare av hemvändande svensk-amerikanska sjömän. Den kyrka de byggde i Karlskrona blev metodiströrelsens första egna gudstjänstlokal i Sverige.
Den metodism som introducerades i Sverige under 1860-talet hade sitt ursprung i USA och till en början dominerades rörelsen av hemvändande svensk-amerikaner. I Karlskrona bestod församlingen till en början av fiskare, båtsmän och varvsarbetare.
Emanuelskyrkan i Karlskrona tillkom innan Metodiströrelsen fått laglig rätt att existera som fristående kyrka. 
Byggnadens profana prägel och enkla arkitektur, utan tornspiror eller höga, smala fönster som finns på andra frikyrkor, kan förklaras med att man ville undvika att provocera myndigheterna.
Exteriören på huset är i stort sett oförändrad sedan byggnadsåret med undantag för entrépartiet som breddades omkring 1930 och fick ett nytt utförande. De tidigare dubbeldörrarna utvidgades till tre dörrar med ett rakt överstycke. Den bågformade frontonen ovanför entrén fick vid det tillfället sin målade sol utbytt mot ett kors.
Vid byggnadens senaste ommålning på 1980-talet återfick fasaden sin ursprungliga färgsättning. Panelen har en mörk guldockrafärg medan dekorativa fasadelement samt dörrar och fönsterbågar målats med tre nyanser av grönt.
Interiören har genomgått flera förändringar, de flesta utförda runt 1930. Kyrksalens äldre pärlspontväggar kläddes då in med plywoodliknande skivmaterial. Det tidigare släta innertaket kassettindelades med ett kraftigt listverk (dekorativa träpartier). Altartavlan byttes ut och fick en ny omfattning. Pelarna kläddes in och fick ny marmorering.
1992 blev Emanuelskyrkan byggnadsminne. Kyrkan ingår i världsarvet Örlogsstaden Karlskrona.

## Orgel
Orgeln är byggd 1894 av Gotthilf Magnus Liljeberg. Den är stämd i 430 hz. Orgeln renoverades hösten 2006 av Mårtenssons orgelfabrik.
Orgeln har följande disposition:
| Manual C-f3   | Pedal C-c0 |
| Principal 8'  | Subbas 16' |
| Gedackt 8'    | bihängd    |
| Salicional 4' |            |
| Oktava 4'     |            |

## Församlingen
Emanuelskyrkans församling tillhör idag Equmeniakyrkan.